# Dieter Schnabel (Unternehmer)
Dieter Schnabel (* 5. November 1946 in Hamburg; † 19. Oktober 2023) war ein deutscher Unternehmer und Alleineigentümer der Helm AG.

## Leben
Sein Vater war der deutsche Unternehmer Hermann Schnabel, der 1950 die Firma Karl O. Helm übernommen hatte. Ab 1968 war auch Dieter Schnabel im Unternehmen tätig. 11 Jahre war er in Mexiko für das Unternehmen aktiv. Am 1. Januar 1984 wurde Dieter Schnabel Vorstandsvorsitzender des deutschen Unternehmens Helm AG. Er trieb den Wandel vom Handelshaus zur international operierenden Marketingorganisation weiter voran und baute seit Ende der 1980er die Helm AG vom reinen Handelsunternehmen zum Produktentwickler aus. Von 1984 bis 2004 konnte Schnabel den Umsatz des Unternehmens auf 3,5 Mrd. Euro vervierfachen. Am 1. Januar 2012 gab er den Vorstandsvorsitz auf, den Hans-Christian Sievers übernahm, und war seitdem Aufsichtsratsvorsitzender. Schnabel war mit einer Deutsch-Mexikanerin verheiratet und hatte drei Kinder. Sein ältester Sohn Stephan arbeitet ebenfalls im Familienunternehmen, ist dort seit 2012 Vorstand im Bereich Pflanzenschutzmittel und folgte Hans-Christian Sievers ab 1. April 2020 als Vorstandsvorsitzender der Helm AG.
Laut der Liste The World’s Billionaires des Forbes Magazine lag Schnabel im Jahr 2013 in Deutschland auf Platz 12 und international auf Platz 161 der Liste der reichsten Menschen.